# Santa Teresa del Tuy (Venezuela)
Pour les articles homonymes, voir Santa Teresa.
Santa Teresa del Tuy est le chef-lieu de la municipalité d'Independencia dans l'État de Miranda au Venezuela. En 2016, sa population est estimée à 138 776 habitants.